# Taxodium
Taxodium Rich. es un género de coníferas de la familia de las cupresáceas (subfamilia taxodiáceas) extremadamente tolerante al encharcamiento. Según los criterios taxonómicos usados por diferentes autores posee entre una y tres especies. Es uno de los géneros en la familia que son comúnmente conocidos como cipreses. Dentro de la familia, Taxodium, está más emparentado con el 'ciprés chino' (Glyptostrobus pensilis) y con Cryptomeria japonica.

## Descripción
Las especies de Taxodium se hallan en el sur de Norteamérica; son caducifolios en el norte y semiperennes a perennes en el sur. Son árboles grandes, llegando a 30-45 m de altura y 2-3 m (excepcionalmente 11 m) de diámetro de tronco. Las acículas hojosas, de 0,5-2 cm de largo, son espiraladas, retorcidas en la base aparentando poseer dos filas achatadas. Los conos son globosos, 2-3,5 cm de diámetro, con 10-25 escamas, donde cada escama tiene 1-2 semillas; y maduran en 7-9 meses después de la polinización, cuando se desintegran para desprender las semillas. Los conos machos (de polen) están en racimos péndulos, y desprenden su polen temprano en la primavera.

## Especies
Los tres taxones de Taxodium son tratados aquí como especies distintas, aunque algunos botánicos los tratan como una o dos especies, y a la otra u otras las consideran variedades de la descrita primero. Las tres especies son distintas ecológicamente, creciendo en diferentes ambientes, e hibridan donde coinciden sus áreas de distribución.
- Taxodium distichum - ciprés de los pantanos, falso ciprés de los pantanos; es la especie más familiar del género, nativo como muchos del sudeste de EE. UU., de Delaware a Texas, área del río Misisipi al sur de Indiana. Es muy abundante en las riberas con depósitos aluviales ricos en limos.

- Taxodium ascendens - ciprés de los pantanos; se encuentra en los mismos ambientes que el calvo, pero solo en las costas del sureste desde Carolina del Norte a Luisiana. Aparece también en riberas de ríos turbios, pantanos y depósitos aluviales sin limo.

- Taxodium mucronatum - ahuehuete o sabino; aparece desde el sur del río Grande a las alturas del sur de México, y difiere de las otras dos especies en ser sustancialmente siempreverde. Un espécimen en Santa María del Tule, en Oaxaca, el árbol del Tule, tiene 42 m de altura y el mayor diámetro de tronco que cualquier otro árbol viviente, 14,05 m.

## Usos
Son árboles apreciados por su madera, donde el corazón es extremadamente duro y resistente a termitas, con la notable excepción del huésped específico Stereum taxodii, que causa algún daño y los ahueca y los hace inúiles para maderamen. 

"una sustancia bioquímica llamada "cipresina" actúa como preservativo natural en su madera, pero le toma muchas décadas impregnar toda la madera, haciendo muy resistentes a los ejemplares adultos".
Sternberg, G., Árboles nativos de Norteamérica pp. 476.

Se usa mucho en el sudeste de Estados Unidos para hacer tablas. La corteza se usa como mantillo.